# Ponte degli Scalzi

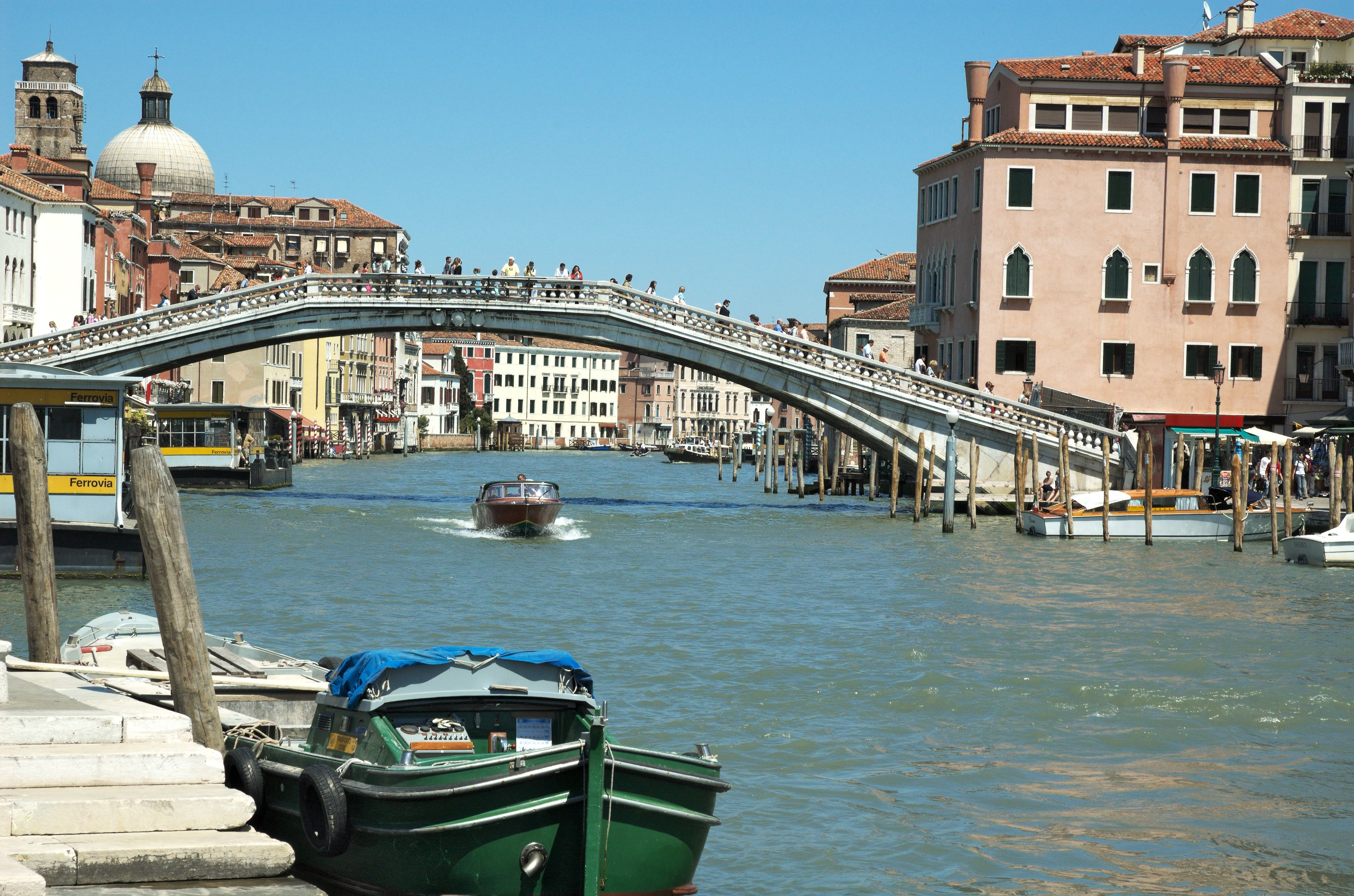
De Ponte degli Scalzi

De Ponte degli Scalzi is een van de vier bruggen over het Canal Grande in Venetië in Italië, en verbindt het stadsdeel Cannaregio met Santa Croce. Aan de noordkant van de brug bevindt zich station Venezia Santa Lucia.
De brug is ontworpen door Eugenio Miozzi, en werd in 1934 voltooid. Het verving een oude ijzeren brug, die in 1858 door de Oostenrijkers was gebouwd.